# Nazionale maschile di roller derby dei Paesi Bassi
La nazionale di roller derby maschile dei Paesi Bassi è la selezione maggiore maschile di roller derby, il cui nickname è Team Netherlands o Motherfucking Care Bears, che rappresenta i Paesi Bassi nelle varie competizioni ufficiali o amichevoli riservate a squadre nazionali. Si è classificata nona nel campionato mondiale di roller derby maschile 2014.

## Risultati
Legenda: Grassetto: Risultato migliore, Corsivo: Mancate partecipazioni

## Dettaglio stagioni

### Amichevoli
| Stagione | Vin | Par | Per | Tot | PF | PS  | avversaria |
| -------- | --- | --- | --- | --- | -- | --- | ---------- |
| 2014     | 0   | 0   | 1   | 1   | 66 | 116 | Belgio     |
|          |     |     |     |     |    |     |            |
| Totale   | 0   | 0   | 1   | 1   | 66 | 116 |            |

### Tornei

#### Mondiali
| Stagione | regular season | regular season | regular season | regular season | regular season | regular season | playoff | playoff | playoff | playoff | playoff | playoff    | playoff    |
|          | Vin            | Par            | Per            | Tot            | PF             | PS             | Vin     | Per     | Tot     | PF      | PS      | risultato  | avversaria |
| -------- | -------------- | -------------- | -------------- | -------------- | -------------- | -------------- | ------- | ------- | ------- | ------- | ------- | ---------- | ---------- |
| 2014     | 1              | 0              | 2              | 3              | 158            | 519            | 0       | 1       | 1       | 85      | 303     | Undicesima | Finlandia  |
| 2016     |                |                |                |                |                |                |         |         |         |         |         |            |            |
|          |                |                |                |                |                |                |         |         |         |         |         |            |            |
| Totale   | 1              | 0              | 2              | 3              | 158            | 519            | 0       | 1       | 1       | 85      | 303     |            |            |

#### Battle of the Beasts
| Stagione | regular season | regular season | regular season | regular season | regular season | regular season | playoff | playoff | playoff | playoff | playoff | playoff   | playoff       |
|          | Vin            | Par            | Per            | Tot            | PF             | PS             | Vin     | Per     | Tot     | PF      | PS      | risultato | avversaria    |
| -------- | -------------- | -------------- | -------------- | -------------- | -------------- | -------------- | ------- | ------- | ------- | ------- | ------- | --------- | ------------- |
| 2013 I   |                |                |                |                |                |                | 1       | 1       | 2       | 374     | 533     |           | Germania      |
| 2013 II  |                |                |                |                |                |                | 0       | 2       | 2       | 106     | 203     |           | The Dirty Few |
|          |                |                |                |                |                |                |         |         |         |         |         |           |               |
| Totale   |                |                |                |                |                |                | 1       | 3       | 4       | 480     | 736     |           |               |

#### Kings of the North
| Stagione | regular season | regular season | regular season | regular season | regular season | regular season | playoff | playoff | playoff | playoff | playoff | playoff   | playoff                |
|          | Vin            | Par            | Per            | Tot            | PF             | PS             | Vin     | Per     | Tot     | PF      | PS      | risultato | avversaria             |
| -------- | -------------- | -------------- | -------------- | -------------- | -------------- | -------------- | ------- | ------- | ------- | ------- | ------- | --------- | ---------------------- |
| 2014     | 1              | 0              | 4              | 5              | 271            | 457            | 1       | 0       | 1       | 195     | 163     |           | Aarhus Rollin' Men'Ace |
|          |                |                |                |                |                |                |         |         |         |         |         |           |                        |
| Totale   | 1              | 0              | 4              | 5              | 271            | 457            | 1       | 0       | 1       | 195     | 163     |           |                        |

#### Triple Header
| Stagione | regular season | regular season | regular season | regular season | regular season | regular season | playoff | playoff | playoff | playoff | playoff | playoff     | playoff    |
|          | Vin            | Par            | Per            | Tot            | PF             | PS             | Vin     | Per     | Tot     | PF      | PS      | risultato   | avversaria |
| -------- | -------------- | -------------- | -------------- | -------------- | -------------- | -------------- | ------- | ------- | ------- | ------- | ------- | ----------- | ---------- |
| 2016     | 0              | 0              | 2              | 2              | 126            | 440            |         |         |         |         |         | Terzo posto | Finlandia  |
|          |                |                |                |                |                |                |         |         |         |         |         |             |            |
| Totale   | 0              | 0              | 2              | 2              | 126            | 440            |         |         |         |         |         |             |            |

### Riepilogo bout disputati
| Anno | Luogo        | Evento                  | Fase del torneo           | Incontro                             | Risultato |
| 2013 | Eindhoven    | Battle of the Beasts    |                           | Paesi Bassi - Belgio                 | 164 - 329 |
| 2013 | Eindhoven    | Battle of the Beasts    |                           | Paesi Bassi - Germania               | 210 - 204 |
| 2013 | Valkenswaard | Battle of the Beasts II |                           | Danimarca - Paesi Bassi              | 83 - 42   |
| 2013 | Valkenswaard | Battle of the Beasts II |                           | The Dirty Few - Paesi Bassi          | 120 - 64  |
| 2013 | Valkenswaard | Bloed, skates en tranen |                           | Paesi Bassi - Belgio                 | 66 - 116  |
| 2014 | Malmö        | Kings of the North      |                           | Zom.B.Cru - Paesi Bassi              | 94 - 55   |
| 2014 | Malmö        | Kings of the North      |                           | Tampere Rollin' Bros - Paesi Bassi   | 130 - 78  |
| 2014 | Malmö        | Kings of the North      |                           | H.O.S.S.A. - Paesi Bassi             | 105 - 8   |
| 2014 | Malmö        | Kings of the North      |                           | Aarhus Rollin' Men'Ace - Paesi Bassi | 67 - 60   |
| 2014 | Malmö        | Kings of the North      |                           | Paesi Bassi - The Dirty Few          | 70 - 61   |
| 2014 | Malmö        | Kings of the North      |                           | Paesi Bassi - Aarhus Rollin' Men'Ace | 195 - 163 |
| 2014 | Birmingham   | Mondiale                | Fase a gironi             | Svezia - Paesi Bassi                 | 72 - 101  |
| 2014 | Birmingham   | Mondiale                | Fase a gironi             | Inghilterra - Paesi Bassi            | 342 - 22  |
| 2014 | Birmingham   | Mondiale                | Fase a gironi             | Paesi Bassi - Argentina              | 35 - 105  |
| 2014 | Birmingham   | Mondiale                | Semifinale 9º - 14º posto | Finlandia - Paesi Bassi              | 303 - 85  |
| 2014 | Copenaghen   | Amichevole              |                           | Danimarca - Paesi Bassi              | 209 - 159 |
| 2016 | Quaregnon    | Triple Header           |                           | Belgio - Paesi Bassi                 | 243 - 55  |
| 2016 | Quaregnon    | Triple Header           |                           | Paesi Bassi - Finlandia              | 71 - 197  |

## Confronti con le altre Nazionali
Questi sono i saldi dei Paesi Bassi nei confronti delle Nazionali incontrate.

### Saldo positivo
| Nazionale | Giocate | Vinte | Pareggiate | Perse | PF  | PS  | Ultima vittoria | Ultimo pari | Ultima sconfitta |
| --------- | ------- | ----- | ---------- | ----- | --- | --- | --------------- | ----------- | ---------------- |
| Germania  | 1       | 1     | 0          | 0     | 210 | 204 | 2013            | -           | -                |
| Svezia    | 1       | 1     | 0          | 0     | 101 | 72  | 2014            | -           | -                |

### Saldo negativo
| Nazionale   | Giocate | Vinte | Pareggiate | Perse | PF  | PS  | Ultima vittoria | Ultimo pari | Ultima sconfitta |
| ----------- | ------- | ----- | ---------- | ----- | --- | --- | --------------- | ----------- | ---------------- |
| Argentina   | 1       | 0     | 0          | 1     | 35  | 105 | -               | -           | 2014             |
| Danimarca   | 2       | 0     | 0          | 2     | 201 | 292 | -               | -           | 2014             |
| Inghilterra | 1       | 0     | 0          | 1     | 22  | 342 | -               | -           | 2014             |
| Finlandia   | 2       | 0     | 0          | 2     | 156 | 500 | -               | -           | 2016             |
| Belgio      | 3       | 0     | 0          | 3     | 285 | 688 | -               | -           | 2016             |